# 泰沅
傣阮人（羅馬化：dai ywan，發音：[taj˧ ɲuːən˧]），又称勐人或㑮勐（羅馬化：ghhoₙ mᵚɤng/ghhan mɰɯːeng，發音：[xon˧ mɯːəŋ˧]，義「勐人」，意「府治縣人、我們社區的人」），汉译又有泰沅人、「泰庸人」、“润族”、“傣允人”等，是泰國北部的泰語民族，傣泰民族的一个支系，自称「傣」，是泰国北部的主要人口，人口600万；也分布於緬甸與老撾，人數逾3萬。他們與西雙版納的傣族傣泐有關，曾經建立蘭纳王国。居住在泰国北部兰纳八府的傣阮和傣泐、傣痕、傣龙（即大泰，包括掸族主體傣耶人以及中緬邊界傣那人）一起，被称作兰纳泰族。
傣阮一称来自于傣族古国庸纳迦，阮即是庸纳迦的简化。
傣阮与居住于泐国的傣族人傣泐有很密切的关系，泰国北部的傣族傣阮祖先来自西双版纳，至今也起码有一半以上的人有西双版纳傣族的血统。
傣阮使用的文字来自于古孟文，经过改造后传入掸邦景栋、西双版纳和澜沧王国境内。

## 延伸閲讀
- Andrew Forbes; David Henley. . Bangkok and Chiang Mai: Teak House Books. 1997.
- Volker Grabowsky (编). . Wiesbaden: Harrassowitz Verlag. 1995. ISBN 3-447-03608-7.
- Akiko Iijima. . Contesting Visions of the Lao Past. Laos Historiography at the Crossroads (Copenhagen: NIAS Press). 2003: 165–180. ISBN 87-91114-02-0.
- Andrew C. Shahriari. . Chiang Mai: White Lotus. 2007.